# Okulokutaner Albinismus Typ 3
Der Okulokutane Albinismus Typ 3 (OCA3)  ist eine Form des Okulokutanen Albinismus, die zu aufgehellter Haut- und Haarfarbe führt. Er beruht auf vorzeitigen STOP-Kodons im TYRP1-Gen, das für das Enzym DHICA-Oxidase codiert.
Synonyme sind: Okulokutaner Albinismus, roter; Okulokutaner Albinismus, xanthöser; ROCA (Rufous Okulokutaner Albinismus)

## Erscheinungsbild
Der Okulokutane Albinismus Typ 3 (OCA 3) wurde erstmals 1996 genetisch beschrieben. Er führt bei Menschen aus dunkelhäutigen Völkern meist zu einer roten OCA (rufous OCA oder ROCA) mit roter  oder  rotbrauner  Haut,  ingwerfarbenen oder roten Haaren und einer haselnussfarbenen Iris. Deshalb wurde diese Form des Albinismus, als er 1918 zuerst beobachtet wurde, als Xanthismus bezeichnet. Die Veränderungen am  optischen Apparat sind oft weniger stark oder gar nicht ausgeprägt. Im Gegensatz dazu wurde beim zuerst beschriebenen Fall eine braune  OCA gefunden. Da eine weitere Untersuchung des Zwillings in seinem späteren Leben  nicht erfolgte, kann es sein, dass sich sein Aussehen später zur  roten  OCA  weiterentwickelt  haben  könnte.

## Genetik
OCA 3 beruht auf vorzeitigen STOP-Kodons im TYRP1-Gen. Das TYRP1-Gen ist auf Chromosom 9 (9p23) lokalisiert. Andere Namen des Gens sind: CAS2, CATB, GP75, TRP, TRP1, TYRP, b-PROTEIN. Es entspricht dem sog. braunen Gen der Maus auf Chromosom 4, da Mutationen in diesem Gen bei der Maus zur  braunen Fellfarbe führen. DHICA-Oxidase ist der Tyrosinase sehr ähnlich, findet sich in  der  Membran  der  Melanosomen  und unterstützt die Tyrosinase in ihrer Arbeit.

## Physiologie
TYRP1 (5,6-Dihydroxyindol-2-carbonsäure-Oxidase) wird spezifisch in den farbstoffbildenden Zellen, den Melanozyten exprimiert und hat eine Funktion in der Herstellung des Farbstoffes Melanin. Beides gilt auch für die anderen, strukturell ähnlich gebauten Mitglieder dieser TRP-Genfamilie, zu der auch die Tyrosinase und DCT (Dopachrom-Tautomerase, TYRP2) zählen. Wie diese hat TYRP1 eine Transmembrandomäne, zwei Metallbindungsstellen und ein Cysteinreiches Epidermaler-Wachstumsfaktor-Motiv und alle drei finden sich in der Membran der Melanosomen. Trotz dieser Ähnlichkeiten innerhalb der TRP-Familie weicht die Funktion von TYRP1 deutlich von den unterschiedlichen Funktionen der beiden anderen ab.
TYRP1 oxidiert Dihydroxyindolcarboxylsäure (DHICA) und fördert die Polymerisierung von DHICA Monomeren zu Melanin. Außerdem stabilisiert die DHICA-Oxidase die Tyrosinase und andere Melanosomenenzyme.
Normalerweise (Allel B) wird das schwarze Eumelanin dicht und regelmäßig in den Melanosomen angeordnet, so dass sie schwarz und eiförmig sind. Durch das rezessive Allel b wird das Melanin aufgelockert, wodurch die Melanosomen braun wirken. Die verschiedenen Mutationen des Braun-Locus hellen deshalb schwarzes Fell zu dunkel- bis hellbraun auf.

## Häufigkeit
Von OCA3 sind in Afrika einer von 8 500 Menschen betroffen, während es in kaukasischen und asiatischen Populationen sehr selten ist.

## Bei Tieren: Braun-Locus (B)

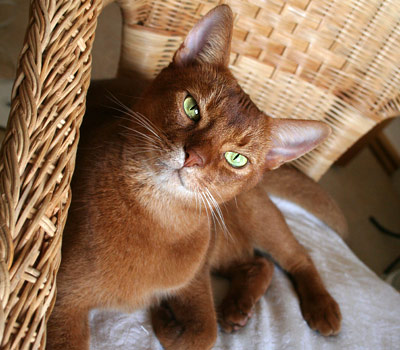
Mutation des Braunlocus bei einer Katze

Der Okulokutane Albinismus vom Typ 3 (OCA3) entspricht dem Braunlocus bei Säugetieren.
Braune Mäuse, Ratten und Kaninchen sind signifikant schwerer als schwarze.

### Hauskatze
Auch bei der Katze gibt es eine Mutation dieses Gens, die zu einer Aufhellung von schwarz zu braun führt.

### Haushund

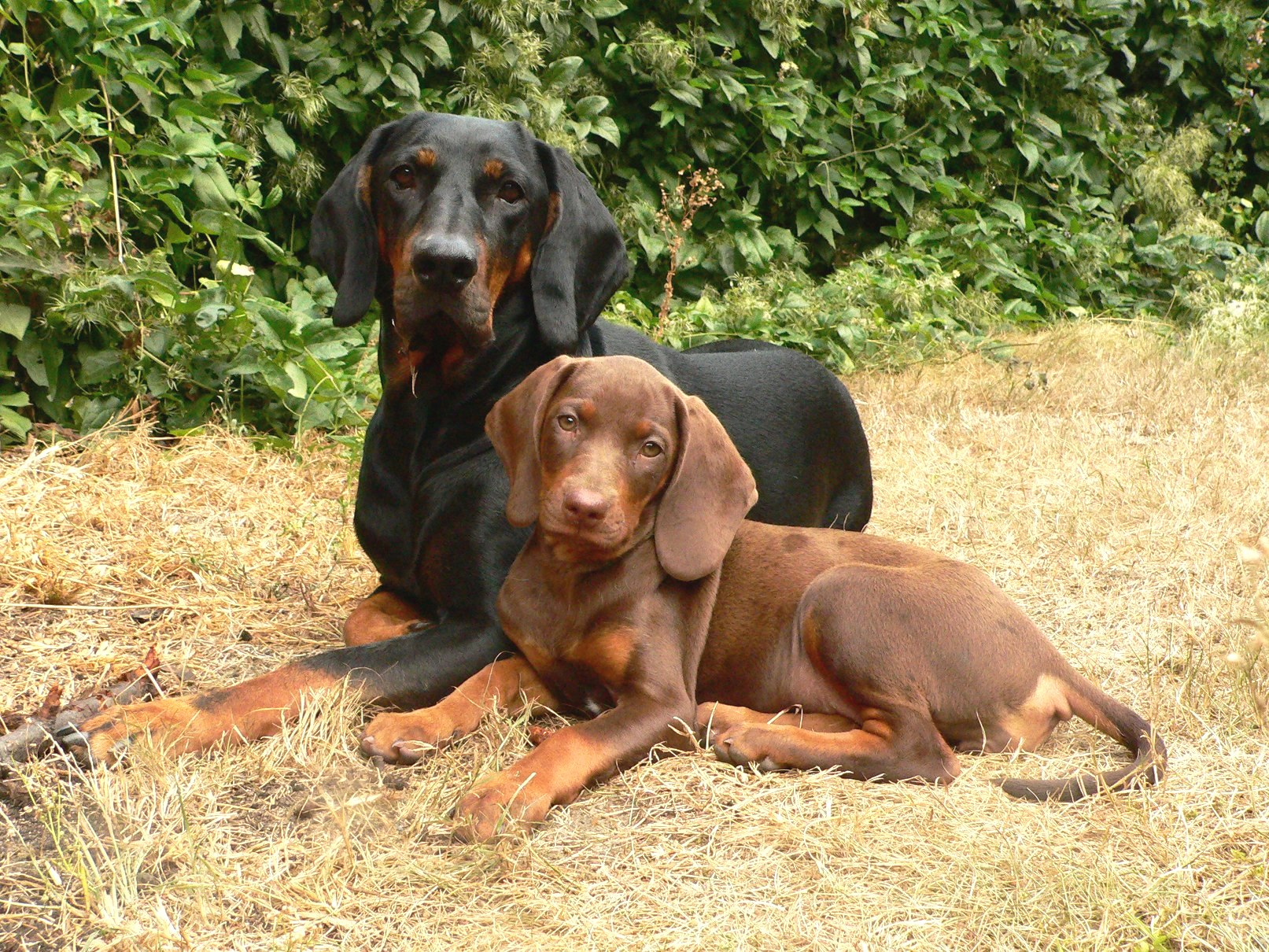
Gończy Polski: Der erwachsene Hund hat die Farbe Schwarz mit Brand. Beim danebenliegenden Welpen ist das Eumelanin durch ein Braun-Gen aufgehellt, ist also Rot mit Brand. Man beachte, dass auch Augen und Nase aufgehellt sind, während das helle Fell an den Beinen, das auf Phäomelanin zurückgeht, unverändert bleibt.

Bei vielen Jagdhunderassen gibt es Tiere, die durch eines oder mehrere der Allele des Brown-Locus von schwarz zu Braun oder rot aufgehellt wurden. Es gibt vier Allele bs, bd bc und den dominanten, nicht aufgehellten Wildtyp B.
Siehe Hauptartikel: Fellfarben der Hunde

### Hausschwein
Auf dem Braun-Locus sind beim Schwein keine Allele bekannt mit der Ausnahme des Allels Bk, das zur Ausprägung brauner Flecke auf rotem Hintergrund führt.

#### Hausrind
Beim Dexter-Rind wird die hellbraune Farbe durch eine Mutation des TRP1 Gens hervorgerufen.